# フェ血ス
フェ血スは、日本のアダルトビデオメーカー 。

## 概要
におい（匂いフェチ・臭いフェチ）、体液フェチ、着衣セックス、ムチムチ体型フェチなど様々なジャンルでの高濃度なフェチ系やマニアック作品を中心とする。
独特な＜フェ血スショット＞と呼ばれるアングルが有名。女性の体のフェチする対象部位にカメラレンズを密着させて撮るユニークなアングルであり、またカメラレンズに直接女性の尿や潮吹きを浴びせる撮り方もする。
2012年1月現在のフェ血ス構成員は、佐藤★サド監督とスタッフの広瀬†ゼンイチ。
名前の由来としてはフェティシズム（Fetishism）よりきている説がある。
佐藤★サドは、2013年よりフェチフェス（世界に誇るジャパニーズ“フェチ”という共通テーマの元に、AV・エロコスプレイヤー・アーチスト・女優とジャンルの境界線を超えた即売会＆パフォーマンスイベント）というイベントを主催。
2025年4月現在、公式HPのロゴは「Fetish」だが、Xアカウントでのロゴでは「FETIS.jp」となっている。

## 主要作品
- 仲咲千春のムチフェチロイドW
- 松すみれの匂いと臭い
- 前田陽菜の匂いと臭い　ねこみみ女子校生編

## 共同制作
- 匂いフェチ×臭いフェチ

SODクリエイトレーベル稀有　あすかみみ出演の匂いフェチ（臭いフェチ）作品
- ムチロリロイド エヴァ濃度液。 わたしの汁、臭いの…

芽衣奈主演のアニメコスプレでの匂いフェチ（臭いフェチ）作品